# لیگ آ فوتبال لیتوانی
لیگ آ فوتبال لیتوانی (به لیتوانیایی: A Lyga) معتبرترین لیگ فوتبال در کشور لیتوانی است که از سال ۱۹۹۱ تاکنون برگزار می‌شود. این لیگ از ۱۲ تیم که از سراسر کشور لیتوانی در آن شرکت می‌کنند برگزار می‌شود.
باشگاه فوتبال کاوناس با ۸ قهرمانی پرافتخارترین تیم این لیگ به حساب می‌آید.

## پرافتخارترین باشگاه‌ها
| باشگاه                 | قهرمان | نایب قهرمان | مقام سوم |
| ---------------------- | ------ | ----------- | -------- |
| باشگاه فوتبال کاوناس†  | 8      | 2           | 2        |
| باشگاه فوتبال ژالگیریس | 7      | 10          | 4        |
| باشگاه فوتبال اکراناس† | 7      | 4           | 5        |
| باشگاه فوتبال سودووا   | 2      | 2           | 5        |
| Kareda Šiauliai†       | 2      | 2           | -        |
| Inkaras Kaunas†        | 2      | -           | 1        |
| Sirijus Klaipėda†      | 1      | -           | 1        |
| ROMAR Mažeikiai†       | 1      | -           | 1        |

Clubs currently playing in A Lyga are highlighted in Bold.

† - Defunct clubs.